# Jiřina (přírodní památka)
Přírodní památka Jiřina byla poprvé vyhlášena 31. prosince 1933 pod oficiálním názvem Velký les v Jiřině. O vyhlášení památky se zasloužila obec Tišice a o platný právní předpis o vyhlášení přírodní památky se zasloužil Výnos Ministerstva školství a národní osvěty o ochraně přírodních památek. Nachází se u obce, Tišice a katastrálně spadá pod Kozly u Tišic. Rozloha památky zaujímá 1,72 hektarů a ochranné pásmo do kterého spadá má výměru 2,2 hektarů.
Důvodem vyhlášení lokality za přírodní památku byla velká ztráta původního lesa (lužního lesa) díky holosečnému hospodářství, ke kterému docházelo v 19. století. Dnes je snaha ponechání přírodní památky přirozené sukcesi, aby nedocházelo větším změnám společenstev, například změně druhů hmyzích obyvatel, kteří jsou závislí na spadaných stromech. Také je snaha zabránit rozšiřování invazivních druhů.
V roce 2005 byla vyhlášena evropsky významná lokalita Polabí u Kostelce, která svou rozlohou překrývá PP Jiřinu.

## Lokalita
Nachází se u obce Tišice a katastrálně spadá pod Kozly u Tišic, které se nachází přibližně 25 km od Prahy. Rozloha památky je 1,72 hektarů a ochranné pásmo, do kterého spadá, má výměru 2,2 hektarů. Na protější straně Labe (přímo proti přírodní památce) se nachází obec Jiřice.
K přírodní památce se lze dostat proti toku Labe z obce Kozly. Trasa je dlouhá asi 1,5 km a po celé trase je po pravé ruce řeka a po levé les, na jehož okraji jsou rozmístěny rekreační nebo rybářské chatky.
Okolo přírodní památky se na jedné straně rozléhá poměrně velký les, který spadá do Evropsky významné lokality Polabí u Kostelce; je obklopen zemědělskou půdou, a ta ohraničuje ze strany druhé i přírodní památku.

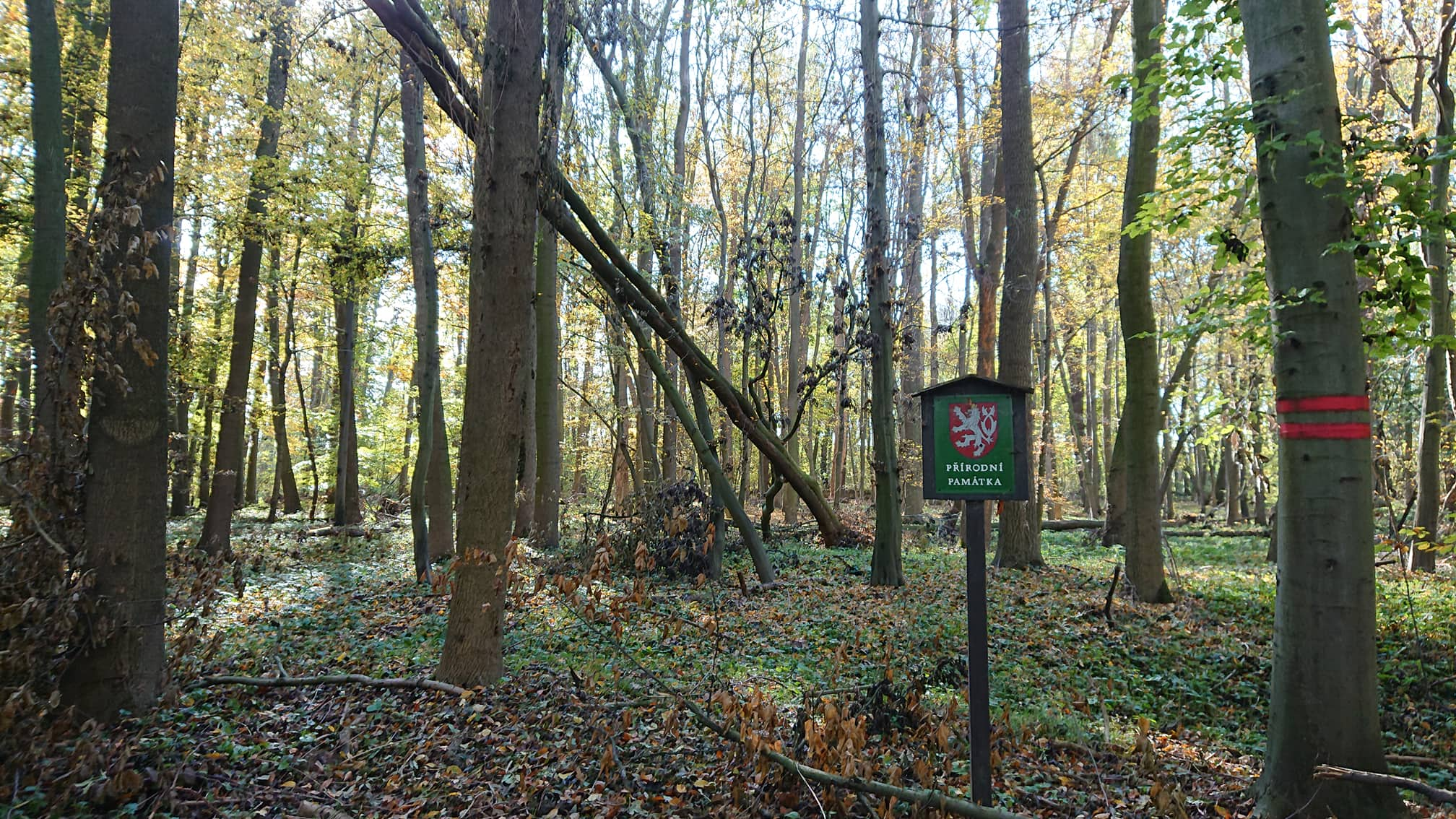
Přírodní památka Jiřina

## Popis oblasti

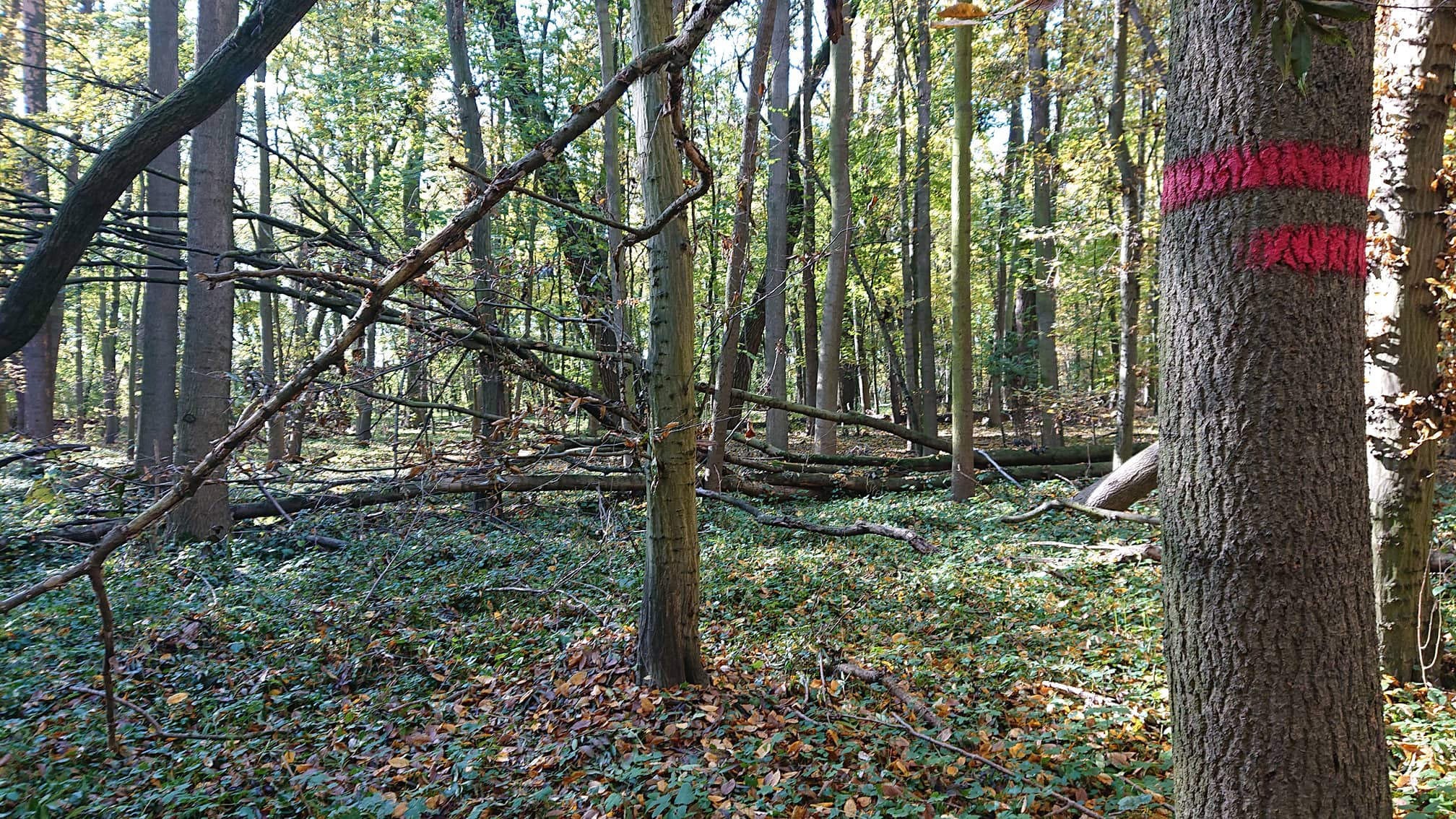
Červené pruhy označující hranici přírodní památky

Přírodní památka je rozdělena do čtyř částí, a z toho 2. a 3. části jsou rozděleny do dvou menších úseků, podle stupně přirozenosti porostu. 1. pásmo má nejvyšší stupeň přirozenosti a označuje se za les původní, 2. pásmo má stupeň přirozenosti označovaný za les přírodní, 3. pásmo má stupeň přirozenosti označovaný za les přírodě blízký a 4. pásmo má stupeň přirozenosti označovaný za les přírodě vzdálený, nachází se na okraji přírodní památky u břehu Labe, je tvořeno převážně nepůvodním, křovinným porostem, který splňuje funkci bariéry, bránící před volným vstupem do přírodní památky. Na okrajích památky jsou umístěny cedule označující přírodní památku, a na její hranici (kde je vyčlenění od ostatního lesa) jsou stromy se dvěma červenými pruhy širokými 5 cm.

## Historie
V 19. století byl zdejší les tvořen společenstvem měkkého luhu, ale po úpravě toku Labe, která způsobila změnu hydrologie, hlavně pokles spodních vod a zamezení pravidelného zaplavování oblasti inundačního pásma, není půda pod lesem tak vlhká a podmáčená, jak bývala. Také díky hospodářskému využití lesa, které bylo převážně holosečné, byla většina původního lesa zdecimována, a místní společenstvo se začalo zvolna obměňovat za společenstvo typické pro luh tvrdý. Zároveň byly pokusy o obnovu lesa, a během toho se začaly duby letní (Quercus robur) a zimní (Quercus petraea) nahrazovat nepůvodním dubem červeným (Quercus rubra), který se díky svým růstovým vlastnostem (není moc náročnou dřevinou) dnes jako invazivní rostlina pořád rozrůstá, a pokud v tom bude pokračovat, mohlo by dojít k vytlačení původních druhů dubů (jsou růstově trochu náročnější). Kvůli těmto hrozbám byla malá část lesa v roce 1933 vyhlášena za přírodní památku. V roce 2005 byla na velké ploše okolí řeky vyhlášena Evropsky významná lokalita, která zahrnuje i okolní les, a také slepá ramena Labe (v současnosti v přírodní památce Jiřina není ani jedno slepé rameno).

## Přírodní poměry

### Geologie, geografie a hydrologie
Jiřina se nachází 15–30 metrů od břehu Labe, který byl v minulém a předminulém století antropogenně ovlivněn. Díky úpravě toku došlo k trvalému poklesu spodních vod a omezení pravidelného zaplavování oblasti. Území je položeno na rovině, která se nachází v 164 metrech nad mořem. Průměrný roční úhrn srážek je 550 mm.
Podloží pod lesem tvoří slínovce a pískovce svrchního cenomanu (svrchní křída). Nad podložím se nachází fluvizem, která je charakteristická vysokým obsahem minerálů a živin. Podle obsahu humusu je zařazena do mullu. Půda je zde jílovitá, jílovitopísčitá, až hlinitá.

### Flóra

#### Bylinné patro
V bylinném patře jsou dominantní bršlice kozí noha (Aegopodium podagraria) a válečka lesní (Brachypodium sylvaticum), podle jejichž rozšíření se porost v přírodní památce rozděluje do dvou typologických jednotek. Dále netýkavka malokvětá (Impatiens parviflora) a kopřiva dvoudomá (Urtica dioica). K druhům, které jsou v porostu zastoupeny, ale nemusí být až tak časté, patří vraní oko čtyřlisté (Paris quadrifolia), kuklík potoční (Geum rivale), hluchavka pitulník (Lamium galeobdolon), mateřka trojžilná (Moehringia trinervia), papratka samičí (Athyrium filix-femina), ptačinec velkokvětý (Stellaria holostea) a konvalinka vonná (Convalaria majalis). Na okrajích přírodní památky (hlavně na hranici lesa), ale občas i v samotném lese, můžeme díky náletům také vidět třtinu křovištní (Calamagrostis epigejos), lipnici hajní (Poa nemoralis), vrbinu obecnou (Lysimachia vulgaris) a kruštík polabský (Epipactis albensis).
Z jarního aspektu zde kvete česnek medvědí (Allium ursinum), dymnivka dutá (Corydalis cava), sasanky hajní (Anemone nemorosa) a pryskyřníkovitá (Anemone ranunculoides) a pižmovka mošusová (Adoxa moschatellina).

#### Keřové patro
Na okraji lesa, směřujícímu ke břehu Labe, je vytvořeno keřové patro obsahující bez černý (Sambucus nigra), lísku obecnou (Corylus avellana), ptačí zob obecný (Ligustrum vulgare), svídu krvavou (Cornus sanguinea), hloh obecný (Crataegus oxyacantha) a zimolez černý (Lonicera nigra), které splňuje pouze funkci oddělovače od turisticky a rybářsky hojně využívané cesty na labském břehu, aby nedocházelo k přímé interakci.

#### Stromové patro

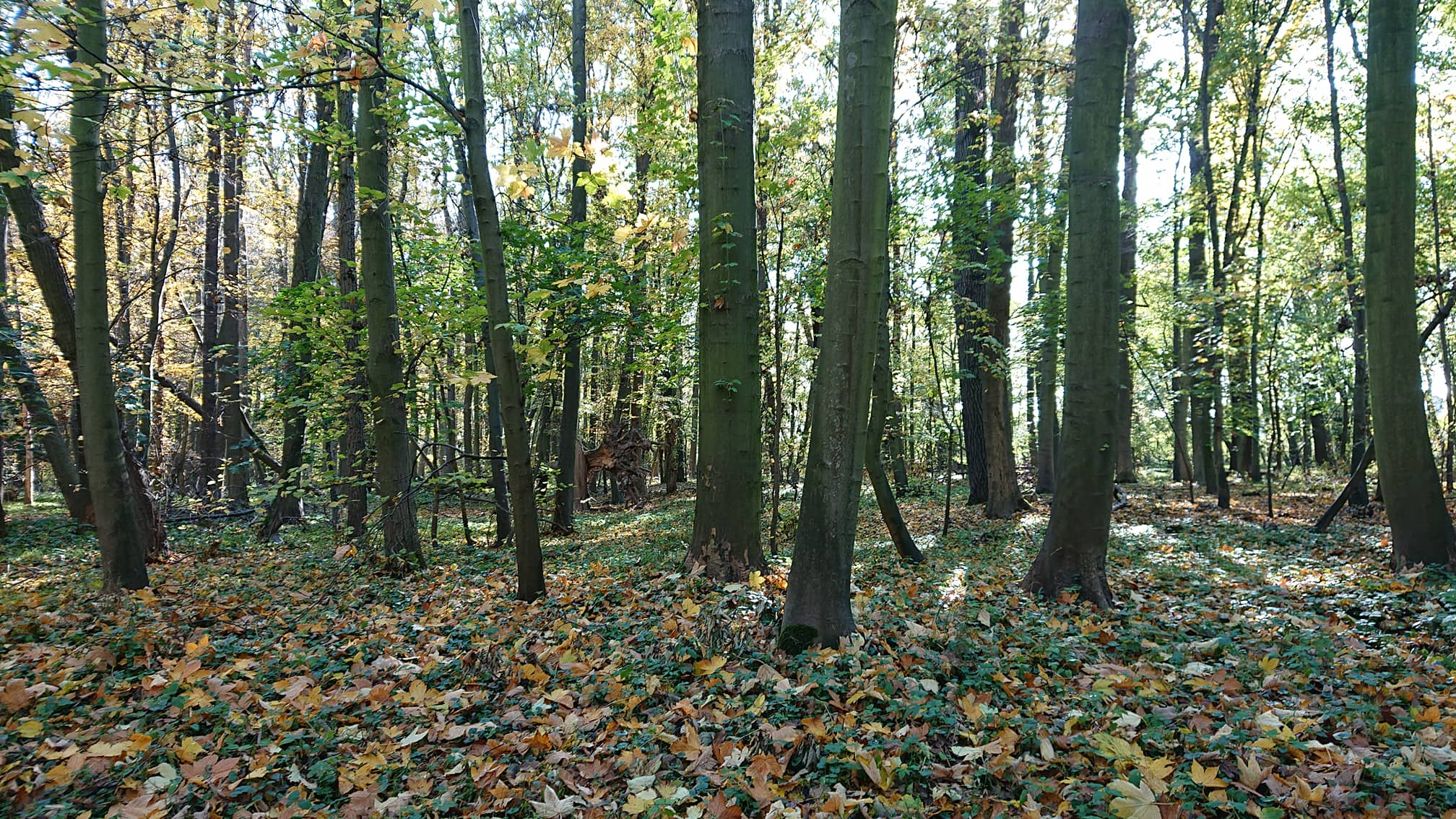
Stromové společenstvo

Stromové patro by mělo být tvořeno hlavně dubem letním (Quercus robur) a zimním (Quercus petraea), ale to narušuje invazní dub červený (Quercus rubra), kterému se zde velmi dobře daří. Další zastoupení zde má jasan ztepilý (Fraxinus excelsior), lípa srdčitá (Tilia cordata), javory babyka (Acer campestre), mléč (Acer platanoides) a klen (Acer pseudoplatanus), habr obecný (Carpinus betulus), topoly osika (Populus tremula) a černý (Populus nigra), jilm habrolistý (Ulmus carpinifolia), buk lesní (Fagus sylvatica) a v podmáčené části vrby (Salix sp.).
Na některých živých jedincích stromového patra lze nalézt parazitické nebo poloparazitické rostliny jako jmelí bílé (Viscum album) a ochmet evropský (Loranthus europaeus).

### Mykoflóra
V různověkém porostu lesa, kde dochází k interakci mladých stromků a starých spadlých kmenů, lze najít i hojnou mykoflóru, které vyhovuje vlhké prostředí, typické pro lužní les, a spadlé kmeny jim nabízí vhodné prostředí pro růst. Tito houboví zástupci plní v lese důležitou funkci rozkladačů mrtvé biomasy, a zároveň ve svých podhoubích skladují živiny, které mohou být později využity při mykorhize pro mladé, dorůstající stromky. Mezi zdejší zástupce patří houževnatec pohárovitý (Lentinus degener), který je v ČR považován za velmi vzácný druh, vláknice drobnovýtrusá (Inocybe microspora) a křehutka útlá (Pasthyrella gracilis). Ale dají se zde nalézt i parazitické druhy, mezi které patří vzácně se vyskytující trsnatec lupenitý (Grifola frondosa).

### Fauna

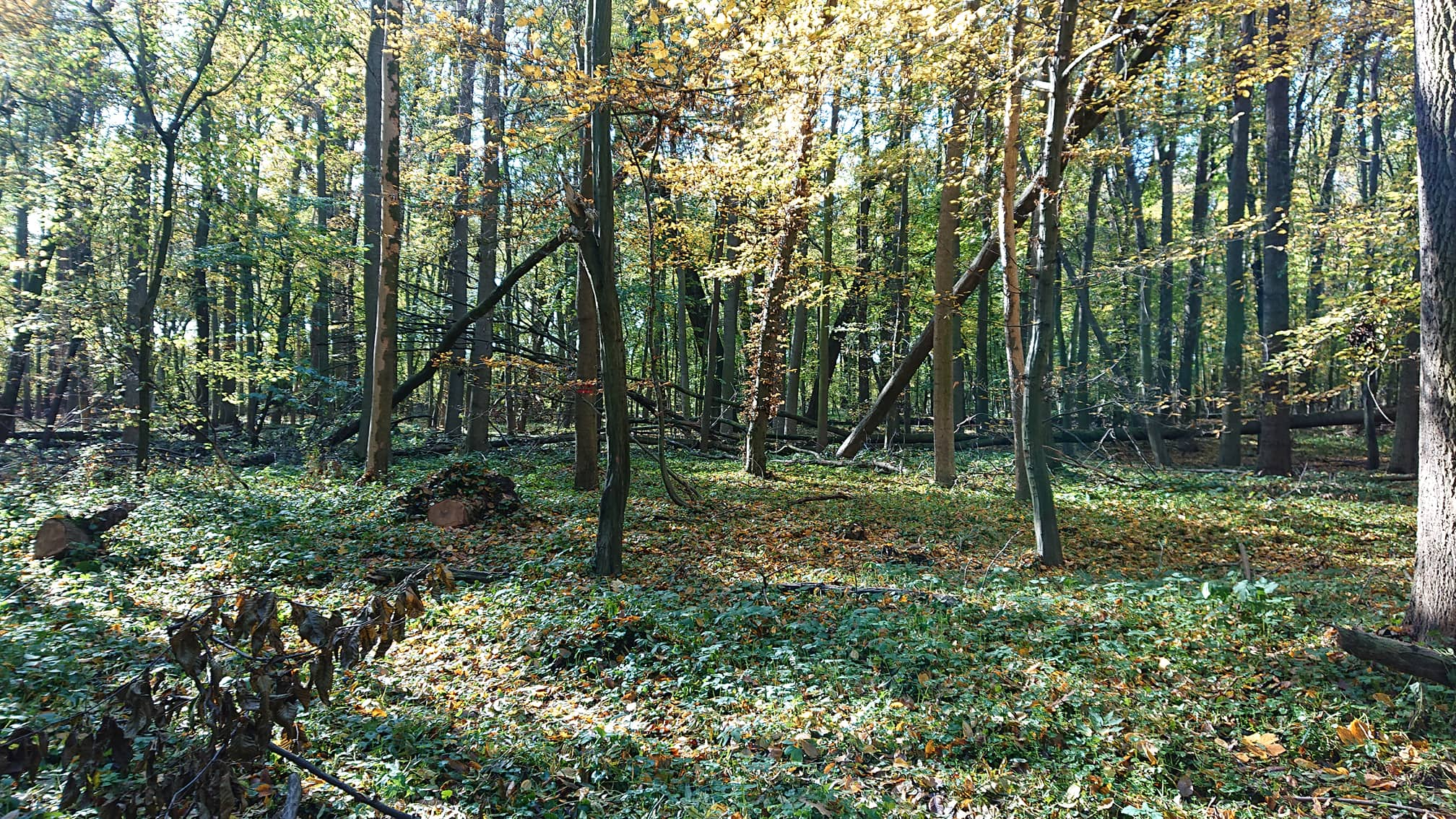
Spadlý strom ukazující ponechání lesa přirozené sukcesi

Jelikož je v přírodní památce snaha o přirozenou sukcesi, spadlé dřevo se odsud neodváží, lze zde pod spadlými kmeny najít druhově hojné společenstvo bezobratlých, a to hlavně hmyzu. Z nejrozšířenějších zástupců to jsou vlhkomilní střevlíci (Bembidion foraminosum, Bembidion velox, Bembidion prasinum, Bembidion tibiale, Bembidion geniculatum), nebo nosatci (Acalles), kteří zde mohou fungovat jako indikační živočich určující přirozenost lesního porostu. Z obratlovců zde o okrajů lesa hnízdí slavík obecný (Luscinia megarhynchos), který patří k ohroženým druhům ptáků, anebo cvrčilka říční (Locustella fluviatilis). V korunách stromů je zde častý výskyt datla černého (Dryocopus martius), a dravého krahujce obecného (Accipiter nisus). Mimo tyto zástupce samozřejmě i typičtí zástupci české lesní fauny.

## Důvod k ochraně
Hlavním důvodem k ochraně je zbytkový, polabský lužní les, kde hlavní objekt ochrany je společenstvo tvrdého luhu, které se z dané lokality pomalu vytrácí. Snaha o udržení současného stavu lesa, jeho biodiverzity, a popřípadě o navrácení a zvýšení stavu původních dřevin, mezi které patří duby letní (Quercus robur) a zimní (Quercus petraea), javor mleč (Acer platanoides), habr (Carpinus betulus) a jilm (Ulmus carpinifolia). Také zajištění vhodných podmínek pro společenstva hub a bezobratlých, která jsou vázaná na popadané, mrtvé a umírající, pomalu se rozkládající stromy.

### Budoucí plány ochrany

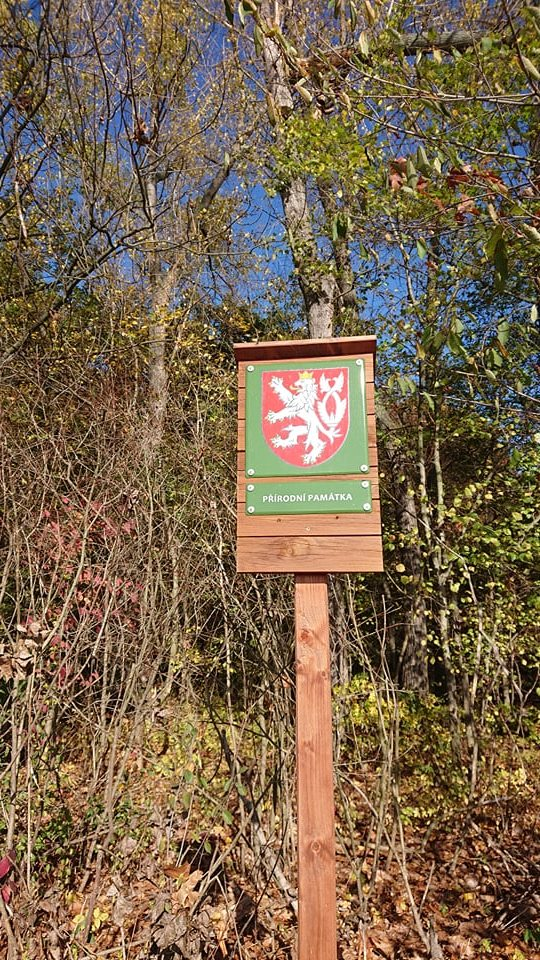
Cedule na jednom z rohů přírodní památky

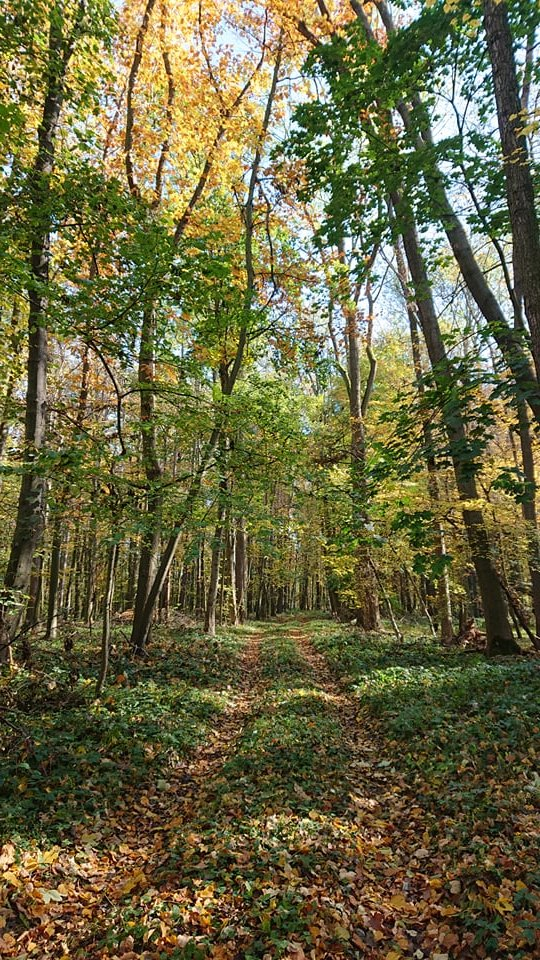
Cesta vedoucí při vnitřní hranici přírodní památky

Původní plán péče zahrnoval ponechání lesa přirozené (bezzásahové) sukcesi. V současné době jsou dvě možnosti přístupu k ochraně biodiverzity na dané lokalitě. Je možné pokračovat v bezzásahovém plánu, při kterém se les bude vyvíjet nejpřirozeněji a podle jeho vzhledu bude možné les označit za les přírodní až les původní. Velkou nevýhodou přirozené sukcese je riziko rozšíření invazních druhů, v případě tohoto lesa by mohlo dojít k rozšíření, až následnému vytlačení dubu letního (Quercus robur) a zimního (Quercus petraea) dubem červeným (Quercus rubra). Druhou variantou je lesní management a aktivní pomoc při navrácení původní biodiverzity lesa, a to druhově výběrovou holosečí kolem výsadků dubu, a také postupnou eliminací dubu červeného v okolí 50 metrů ochranného pásma, který by se na okraje lesa mohl dostat pomocí náletu z okolních lesů.

## Turistika
Oficiálně územím nevede žádná naučná stezka, ale po návštěvě lokality bylo zřejmé, že podél hranice přírodní památky vede stezka (nejspíš vytvořená jako školní projekt, nebo projekt obce Tišice, podle vzhledu) Poznáváme Tišickou krajinu.
Na hranici přírodní památky jsou kmeny stromů označeny dvěma rovnoběžnými, vodorovnými, červenými pruhy o tloušťce cca 5 cm. Na dvou rozích byly cedule označující přírodní památku, ale v plánu péče je zmíněno, že by cedule měly být na každém ze 4 rohů přírodní památky.
K přírodní památce se dá pohodlně dojít podél břehu Labe, cca 1,5 km proti toku z obce Kozly.
Okolí nevypadá, že by bylo hojně turisticky využíváno. Využívaný je hlavně břeh Labe, a to převážně rybáři.